# Đinh Dậu
Đinh Dậu (chữ Hán: 丁酉) là kết hợp thứ 34 trong hệ thống đánh số Can Chi của người Á Đông. Nó được kết hợp từ thiên can Đinh (Hỏa âm) và địa chi Dậu (Gà). Trong chu kỳ của lịch Trung Quốc, nó xuất hiện trước Mậu Tuất và sau Bính Thân.

## Các năm Đinh Dậu
Giữa năm 1777 và 2077, những năm sau đây là năm Đinh Dậu (lưu ý ngày được đưa ra được tính theo lịch Việt Nam, chưa được sử dụng trước năm 1967):
- 1777
- 1837
- 1897
- 1957 (31 tháng 1, 1957 – 17 tháng 2, 1958)
- 2017 (28 tháng 1, 2017 – 15 tháng 2, 2018)
- 2077 (24 tháng 1, 2077 – 11 tháng 2, 2078).